# Veronica D. Niculescu
Veronica D. Niculescu (n. 4 mai 1968, Pitești, România) este o  scriitoare de origine română, traducătoare și jurnalistă.

## Activitatea profesională
Scriitoare, traducătoare și jurnalistă, autoare a unor volume de proză - romane și povestiri -, precum și a două romane pentru copii, cunoscută și pentru traducerile sale din literatura universală. 
Activitatea de jurnalistă a început în anul 1996, Veronica D. Niculescu având funcția de redactor-șef la un cotidian local, iar apoi lucrând ca redactor și colaborator la diverse publicații culturale și naționale, cum ar fi Suplimentul de cultură, Evenimentul zilei, Adevărul. 
În 2004 a debutat în literatură, cu un volum de proză scurtă, iar din 2008 publică traduceri literare, în special la Editura Polirom. Din anul 2010 se dedică exclusiv literaturii, scriind proză și traducând cărți din limba engleză.

## Activitatea literară
Veronica D. Niculescu a publicat volumele de proză scurtă: Adeb (2004, Premiul pentru Debut al USR Sibiu), Orchestra portocalie (2008), Roșu, roșu, catifea (2012) și Quilt (2023), precum și volumele-pereche Simfonia animalieră (2014) și Hibernalia (2016), cărți republicate împreună sub titlul Simfonia animaleră (2021). Romane: Spre văi de jad și sălbăție (2016) și Toți copiii librăresei (2020), roman care spune o poveste din România anilor '80. A scris și două romane pentru copii și adolescenți: O vară cu Isidor (2017) și continuarea sa, Iarna lui Isidor (2020). De asemenea, a scris două cărți în colaborare cu poetul Emil Brumaru: Basmul Prințesei Repede-Repede (2009), ilustrat de Mircia Dumitrescu și Cad castane din castani (2014), un volum care reunește dialoguri.  
Povestiri de-ale ei au fost incluse în antologii precum Kikinda Short 06, antologie internațională de proză scurtă, Serbia, 2012; Scräpliv, antologie de nuvele românești, Editura 2244/Bonnier, Suedia, 2013; Best of – proza scurtă a anilor 2000, Editura Polirom, 2013.   
A tradus în premieră în limba română numeroase romane din opera lui Vladimir Nabokov, printre care și celebrul Foc palid, roman care include un poem de o mie de versuri și o proză cu aluzii intersectate și este considerat de mulți specialiști o carte imposibil de tradus. De asemenea, a tradus în premieră în limba română toată proza lui Samuel Beckett scrisă în limba engleză - proză scurtă și trei romane. 
În anul 2019, este inclusă în manualul de Limba și literatura română pentru Clasa a VII-a Arhivat în 14 decembrie 2019, la Wayback Machine.de la Editura Art-Klett, cu povestirea inedită „Cum e lumea”, pe care se bazează întreaga Secțiune 1 a manualului. În 2024, inclusă în manualul de Limba și literatura română pentru Clasa a VII-a al Editurii Booklet, cu un capitol din romanul „O vară cu Isidor”.   

## Cărțile publicate
- Adeb (proză scurtă, Editura Limes, 2004)
- Orchestra portocalie (proză scurtă, Editura Cartea românească, 2008)[3]
- Basmul Printesei Repede-Repede (Editura Polirom, 2009)[6]
- Roșu, roșu, catifea (proză scurtă, Editura Casa de Pariuri Literare, 2012)[4]
- Floribunda, antologie de proză scurtă (Editura Tipo Moldova, 2012)
- Simfonia animalieră (Editura Casa de Pariuri Literare, 2014)
- Cad castane din castani (Editura Polirom, 2014)
- Hibernalia (Editura Casa de Pariuri Literare, 2016)
- Spre văi de jad și sălbăție (roman, Editura Polirom, 2016; tradus în Serbia) [8]
- Toți copiii librăresei (roman, Editura Polirom, 2020, 2024)
- Luchian. Ochii, sufletul, mâna (roman, Editura Polirom, colecția Biografii romanțate, 2020)
- Simfonia animalieră (ediție care cuprinde Simfonia animalieră și Hibernalia, publicate pentru prima oară împreună - Editura Polirom, 2021)
- Pescărușul de la geam. Jurnalul unui cuib (jurnal despre natură, Editura Polirom, 2021)
- Quilt (proză scurtă, Editura Polirom, 2023, 2025)
- Roșu, roșu, catifea (proză scurtă, ediție revăzută, Editura Polirom, 2025)

### Cărți pentru copii și adolescenți
- O vară cu Isidor (roman, Editura Polirom, colecția Polirom Junior, 2017)

- Iarna lui Isidor (roman, Editura Polirom, colecția Polirom Junior, 2020)
- Harap Alb 2.0 (Editura Muzeelor Literare Iași, colecția „Creangă 2.0”, 2019)
- Grădina pământeană a Prințesei de Marți (Editura Arthur, 2022; ilustrații de Irina Dobrescu)

### Traduceri
- Ochiul (Polirom, 2008, 2019), de Vladimir Nabokov[3]
- Disperare (Polirom, 2009, 2019), de Vladimir Nabokov
- Rege, dama, valet (Polirom, 2009, 2020), de Vladimir Nabokov
- Povestiri (Polirom, 2009, 2020), de Vladimir Nabokov.
- Originalul Laurei (Polirom, 2010), de Vladimir Nabokov.
- Opere I - Integrala prozei scurte, de Samuel Beckett (Polirom, 2011) (traducerea prozelor scrise în limba engleză)
- Opere II - Murphy, Watt, Vis cu femei frumoase și nu prea, de Samuel Beckett (Polirom, 2012)
- Cosmopolis (Polirom, 2012), de Don DeLillo
- Punctul Omega (Polirom, 2012), de Don DeLillo
- Copila de zăpadă (Polirom, 2012), de Eowyn Ivey
- O vară fără bărbați (Polirom, 2012, 2021), de Siri Hustvedt
- Tristețile unui american (Polirom, 2013), de Siri Hustvedt
- Darul (Polirom, 2013, 2020), de Vladimir Nabokov
- Foc palid (Polirom, 2014), de Vladimir Nabokov
- Sfârșitul poveștii (Univers, 2014), de Lydia Davis
- Ultima iluzie (Polirom, 2014), de Porochista Khakpour
- La marginea livezii (Polirom, 2016), de Tracy Chevalier
- Un băiat numit Crăciun (Nemira, 2016, 2021), de Matt Haig
- Scrisori către Vera (Polirom, 2016), de Vladimir Nabokov
- Spre marginea luminoasă a lumii (Polirom, 2017), de Eowyn Ivey
- Din 7 în 7 (Arthur, 2017), de Holly Goldberg Sloan
- Lama Lama în pijama (Nemira, 2017), de Anna Dewdney
- Viață (Polirom, 2017), de Keith Richards
- Stuart Little (Art, 2017), de E. B. White
- Muza (Humanitas, 2017), de Jessie Burton
- Din fericire (Frontiera, 2017), de Remy Charlip
- Sylvie și Bruno (Polirom, 2018), de Lewis Carroll
- Forma apei (Polirom, 2018), de Guillermo del Toro și Daniel Kraus
- Visele insomniacului (Polirom, 2019), de Vladimir Nabokov
- Lama Lama și bunicii (Nemira, 2019), de Anna Dewdney
- Lama Lama dor de mama (Nemira, 2019), de Anna Dewdney
- Lama Lama de Crăciun (Nemira, 2019), de Anna Dewdney
- Hemingway și cu mine (Humanitas, 2019), de Paula McLain
- Sonata Gustav (Humanitas, 2019), de Rose Tremain
- Oase solare (Polirom, 2020), de Mike McCormack
- Lumea în flăcări (Polirom, 2022), de Siri Hustvedt
- Secretele fericirii (Polirom, 2023), de Joan Silber
- Piatră și umbră (Pandora M, 2023), de Burhan Sonmez
- Sticlăreasa (Polirom, 2024), de Tracy Chevalier
- Bach pentru copii (Trei/Anansi, 2025), de Helen Garner

### Volume colective
- Scriitori la poliție, coord. de Robert Șerban, Editura Polirom, 2016
- Uite cine vorbește, Seniorii, Editura Arthur, 2016
- Bucătăria de texte și imagini, Editura Pandora M, 2016
- Cel mai mult și mai mult, Editura Arthur, 2017
- Selfie, Editura Arthur, 2018
- Mică istorie a unui secol mare, Editura Arthur, 2018
- Lumea-n gamă marțiană, Editura Arthur, 2019
- Viața pe Facebook, coord. Cristina Hermeziu, Editura Polirom, 2020
- Când viitorul era mic, Editura Arthur, 2022

### Prezențe în antologii
- Kikinda Short 06, antologie internațională de proză scurtă, Serbia, 2012
- Scräpliv, antologie de nuvele românești, Editura 2244/Bonnier, Suedia, 2013
- Best of: proza scurtă a anilor 2000, de Marius Chivu, Editura Polirom, 2013
- 10+, Antologie de proză Tiuk!, Editura Tracus Arte, 2013
- 16 prozatori de azi.lit, de Andreea Răsuceanu, Editura Humanitas, 2018
- Die Entführung aus dem Serail: Rumänische Erzählungen aus dem letzten Jahrzehnt, antologie de Bogdan-Alexandru Stănescu, Georg Aescht și Ernest Wichner, Germania, Wallstein Verlag, 2018
- Romanian Short Fiction. An Anthology / Antologie bilingvă de proză scurtă românească, de Lidia Vianu, Editura Muzeul Literaturii Române, 2018

## Premii
- Premiul Uniunii Scriitorilor din România, Sibiu - Pentru debut, volumul "Adeb" (2005)
- Premiul pentru scenariu de scurtmetraj, la Concursul Național de Scenarii HBO - TIFF 2010, pentru scenariul „Curierul" (2010)
- Premiul Uniunii Scriitorilor din România, Sibiu - Pentru traducerea operei lui Samuel Beckett (2012)
- Nominalizare la Gala Bun de Tipar - Pentru Cea mai bună traducere, volumul „Opere I”, Samuel Beckett (2012)
- Nominalizare la Premiul Național de Proză „Ziarul de Iași” pentru volumul de povestiri „Roșu, roșu, catifea” (2013)
- Nominalizare la Premiile Radio România Cultural pentru volumul de povestiri „Roșu, roșu, catifea” (2013)
- Premiul revistei Tiuk! pentru proză scurtă „ScurTiuk”, pentru volumul de povestiri „Roșu, roșu, catifea” (2013)
- Nominalizare la Premiile USR pentru 2013, pentru traducerea romanului „Darul” de Vladimir Nabokov (2014)
- Nominalizare la Premiul Național de Proză „Ziarul de Iași” pentru „Simfonia animalieră” (2015)
- Nominalizare la Premiile revistei „Observator cultural” pentru „Cad castane din castani” (2015)
- Nominalizare la Gala Bun de Tipar pentru traducerea romanului „Foc palid” de Vladimir Nabokov (2015)
- Premiul „Cercul Literar de la Sibiu” acordat de Uniunea Scriitorilor din România, filiala Sibiu, pentru „Simfonia animalieră” (2015)
- Premiul „Antoaneta Ralian” pentru traducerea volumului „Scrisori către Vera” de Vladimir Nabokov la Târgul de carte Gaudeamus 2016 (2016)
- Nominalizare la Premiile USR pentru 2016, pentru traducerea volumului „Scrisori către Vera” de Vladimir Nabokov (2017)
- Nominalizare la Premiul Național de Proză „Ziarul de Iași” pentru „Spre văi de jad și sălbăție” (2017)
- Nominalizare la Premiul Liceenilor „Cea mai îndrăgită carte a anului” la FILIT Iași pentru „Spre văi de jad și sălbăție” (2017)
- Premiul pentru Traducere al revistei „Observator cultural” (2017)
- Premiul „Cartea anului” (roman), al Uniunii Scriitorilor din România, Filiala Sibiu - pentru „Spre văi de jad și sălbăție” (2017)
- Nominalizare la Premiile USR pentru 2020, Literatură pentru copii și tineret, „Iarna lui Isidor” (2021)
- Nominalizare la Premiile „Sofia Nădejde” pentru Literatură scrisă de Femei - pentru „Toți copiii librăresei” (2020)
- Nominalizare la Premiul Național de Proză „Ziarul de Iași”, pe lista scurtă, pentru „Toți copiii librăresei” (2021)
- Premiul pentru Proză acordat de Uniunea Scriitorilor din România, Filiala Sibiu, pentru „Toți copiii librăresei” (2021)
- Premiul „Observator Lyceum” la Premiile revistei „Observator cultural” pentru „Toți copiii librăresei” (2021)
- Nominalizare la Premiile revistei „Observator cultural” pentru „Pescărușul de la geam. Jurnalul unui cuib” (2022)
- Premiul Cartea Discretă a Anului, oferit de ARCCA (Asociația Română a Creatorilor Culturali și Artiștilor) pentru volumul de povestiri „Quilt” (2024)